# Scottish Crop Research Institute
Le Scottish Crop Research Institute (SCRI) (Institut de recherche écossais sur les plantes cultivées) était un centre de recherche agronomique public situé à Invergowrie près de Dundee en Écosse. Fusionné en avril 2011 avec l'Institut Macaulay, il est désormais intégré dans l'institut James-Hutton.

## Histoire
Cet institut fut fondé en 1951 à Invergowrie sous le nom de Scottish Horticultural Research Institute (SHRI) ((Institut écossais de recherche horticole). 
En 1981, le SHRI a été fusionné avec la Scottish Plant Breeding Station (SPBS) (Station écossaise de sélection végétale), qui se trouvait alors près d'Édimbourg. 
Par la suite, l'exploitation du SPBS a été transférée sur le site de l'institut à Invergowrie et devint le « Scottish Crop Research Institute ».
En 1987, l'institut prit en charge la gestion du service « Biomathematics & Statistics Scotland », anciennement « Scottish Agricultural Statistics Service »,.
Le bras commercial du SCRI, le Mylnefield Research Services, fut lancé en 1989,.
En avril 2011, la SCRI a été fusionné avec l'institut Macaulay pour former un nouvel organisme, l'institut James-Hutton. 
Le directeur de ce nouvel institut est le professeur Iain Gordon.

## Recherche
Le SCRI dispose de son personnel propre et d'étudiants doctorants qui poursuivent des recherches dans différents domaines de l'agronomie. 
Les installations de recherche comprennent des laboratoires, des bureaux, des serres, des chambres de culture ainsi que 172 hectares de terres utilisées pour les expériences au champ. 
La recherche au SCRI est organisée en quatre programmes : interactions des plantes avec l'environnement, pathologie végétale, génétique, et produits végétaux et qualité alimentaire.
L'institut réalise des recherches financées dans le cadre du « Programme 1 » du Gouvernement écossais pour une agriculture durable et profitable, programme dont le coordinateur est le professeur Howard Davies, membre du personnel de l'institut.
L'institut, qui est partie prenante du groupe « Agriculture and Climate Change Stakeholder Group » du gouvernement écossais, a également entrepris des recherches sur l'incidence du changement climatique en Écosse sur la production agricole.

## Pomme de terre
Le SCRI assure la maintenance d'une des plus importantes banques de gènes de la pomme de terre, la Commonwealth Potato Collection (CPC). Constituée dans les années 1930 à la suite d'expéditions de collecte en Amérique du Sud, elle comprend environ 1 500 accessions de 92 espèces différentes.
Cet institut a créé de nombreuses variétés de pomme de terre. On lui doit en particulier la création récente de six variétés diploïdes de l'espèce Solanum phureja, qui se distinguent notamment par un goût particulier d'umami propre à cette espèce. Ces variétés,  « Mayan Gold » (2001), « Inca Sun » (2001), « Inca Dawn » (2003), « Mayan Queen » (2008), « Mayan Star » (2008) et « Mayan Twilight » (2008), sont les premières de l'espèce Solanum phureja à être commercialisées en Europe.